# Lebadea
Lebadea o Livadiá (en griego antiguo Λεβάδεια, Lebádeia; en griego moderno Λιβαδειά, Livadiá) es una ciudad de Grecia, capital de la unidad periférica de Beocia, en Grecia Central.
A raíz de la reforma administrativa del plan Calícrates, en vigor desde enero de 2011,  que abolió las prefecturas y fusionó numerosos municipios, la superficie de la ciudad es ahora de 694 km² y la población ha aumentado de 21 492 a 32 151 habitantes.

## Historia
Es Telfusa. Se situaba entre el monte Helicón y Queronea. En la zona estuvo la ciudad homérica de Midea (Μίδεια), cuyos habitantes se trasladaron a la plana y fundaron Lebadea. La ciudad ganó importancia porque tenía el oráculo de Trofonio, que fue consultado por Creso y por Mardonio, y fue el último oráculo en ser consultado en Beocia.
En el año 395 a. C. estaba unida con Haliarto y Coronea, formando uno de los distritos que suministraba magistrados a la Liga Beocia. Entre las tres ciudades proporcionaban un beotarca.
Tras la victoria de los beocios en la batalla de Leuctra (371 a. C.) se instituyó en Lebadea un festival en honor de Zeus. Pausanias destaca la belleza de la ciudad y ubicaba en ella templos de Hercina, Asclepio, Zeus Basileus y santuarios de Deméter y Apolo además de detallar el funcionamiento del oráculo de Trofonio.
En la guerra contra Perseo de Macedonia fue favorable a Roma, mientras que Tebas, Haliarto y Coronea eran partidarias de Macedonia. La ciudad fue saqueada dos veces: una vez por Lisandro, y después por Arquelao, general de Mitrídates VI Eupator.
Bajo dominación turca fue capital de un Sanjacado. El 13 de septiembre de 1829 pasó a manos de la Primera República helénica